# Big Bad Wolf (In This Moment)
Big Bad Wolf è una canzone della gruppo alternative metal statunitense In This Moment. È il secondo singolo estratto dal quinto album della band, Black Widow. La canzone è stata trapelata online il 12 ottobre, ma è stata poi rilasciata come traccia pre-ordine sul 21. Big Bad Wolf appare anche come b-side sulla copia del CD fisico del singolo Sick Like Me.

## Descrizione

### Significato della canzone
La canzone parla delle lotte tra la luce e l'oscurità rappresentate dal "lupo" e dal "maiale" all'interno di Brink. Lei dice: "È la lotta interiore di quei due animali in me, ma mi rendo conto che entrambi sono molto necessari per tutti noi, ho bisogno di abbracciare quel fuoco, essere selvaggio e primitivo, anche questo è importante".

## Video musicale
Il video musicale è stato presentato in anteprima sul loro canale youtube il 20 novembre ed è stato diretto da Maria Brink e Robert Kley. Maria ha detto che era uno dei suoi video preferiti che la band aveva mai fatto e che era "dark" e "grintoso". Inoltre la descrisse come una "storia dell'orrore oscuro e contorto" fatta in modo artistico oltre ad essere "creaturous".